# 信 ～給十五歲的你～
《信 ～給十五歲的你～》（日语：手紙 〜拝啓 十五の君へ〜）是安潔拉亞季的音樂作品 (單曲)。2008年9月17日發行。Oricon週榜最高位是3。上榜次數是79。

## 規格
- CD
- CD+DVD

## NHK紅白歌合戰
- 2008年 (第59回NHK红白歌合战)
- 2009年 (第60回NHK红白歌合战)

## 外部連結
- YouTube上的アンジェラ・アキ『手紙～拝啓　十五の君へ～』
- YouTube上的Angela Aki - 手紙~拜啟 給十五歲的你~ 電影《再會吧！青春小鳥》主題曲